# Vie de Rancé
Pour les articles homonymes, voir Rancé.
La Vie de Rancé est un texte de Chateaubriand s'apparentant à l'hagiographie, consacré à l'abbé Armand Jean Le Bouthillier de Rancé, paru en 1844.